# Đorđe Ðurić
Đorđe Ðurić (em sérvio:  Ђорђе Ђурић; Ljubinje, 24 de abril de 1971) é um ex-jogador de voleibol da Sérvia que competiu pela Iugoslávia nos Jogos Olímpicos de 1996.
Em 1996, ele fez parte da equipe iugoslava que conquistou a medalha de bronze no torneio olímpico, no qual atuou em cinco partidas.